# SWV
SWV (сокр. от Sisters with Voices) — американское женское вокальное ритм-н-блюзовое трио из Нью-Йорка. Неоднократно номинировалась на премию «Грэмми».

## История
Все три участницы в детстве пели в церкви, где и научились многоголосному гармоническому пению.
На демо-плёнку, записанная группой, обратил внимание продюсер Тедди Райли, которого иногда считают отцом нью-джек-свинга. Райли сам был в прошлом известным исполнителем как участник группы Guy, а до SWV сыграл важную роль в становлении карьер группы Jodeci и певицы Мари Джей Блайдж. Он стал работать с группой над их первым альбомом.
Самый успешный альбом группы — дебютный, It’s About Time (1992). С него группа издала в качестве синглов серию хитов, попавших в первую десятку ритм-н-блюзового чарта «Билборда», и с которыми группа стала одной из самых популярных urban R&B-групп 1990-х годов. Сам же альбом за первый год после выхода в свет стал дважды платиновым.
Самый первый сингл, предваривший выпуск дебютного альбома, назывался «Right Here» и вышел осенью 1992 года. Он попал на 13 место в ритм-н-блюзовом чарте «Билборда», но по настоящему заявила о себе как об очень коммерчески успешной группа в самом начале 1993 года — со своим вторым синглом «I’m So Into You», который вышел в декабре 1992 года и попал на второе место ритм-н-блюзового чарта.

## Дискография
См. «SWV discography».